# Weidemyopathie
Als Weidemyopathie oder – in Abgrenzung zu anderen Myopathien – Atypische Weidemyopathie wird eine Stoffwechselstörung beim Pferd bezeichnet, die vorwiegend im Frühjahr und Herbst beobachtet wird und meist tödlich verläuft. Betroffen sind meist ansonsten gesunde Tiere, die auf übernutzten und eher ungepflegten Weiden gehalten werden.

## Ursache
Nach längeren Spekulationen über die Ursache konnte 2012 die nichtproteinogene Aminosäure Hypoglycin aus Samen und Keimlingen des Bergahorns als Auslöser ermittelt werden.
Es kommt zu einer Hemmung der Enzyme des Fettstoffwechsels und dadurch zu einem Zusammenbrechen der Energieversorgung der Muskeln, einschließlich der Herzmuskulatur und Atemmuskeln.

## Therapie und Vorbeugung
Da eine symptomatische Therapie selten und nur im Anfangsstadium erfolgreich ist, sollte darauf geachtet werden, dass Pferde nicht mit den Toxinen aus Ahornsamen in Berührung kommen. Empfohlen wird:
- ausreichendes Futterangebot, keine Haltung auf kurz abgeweidetem Rasen in der Umgebung von Ahornbäumen, sachgerechte Weidepflege
- ein stetiges Angebot von Frischwasser, da auch eine Toxinaufnahme durch Wasser für möglich gehalten wird.[1]